# Риньё-ле-Фран
Риньё-ле-Фран (фр. Rignieux-le-Franc) — коммуна во Франции, находится в регионе Рона — Альпы. Департамент — Эн. Входит в состав кантона Мексимьё. Округ коммуны — Бурк-ан-Брес.
Код INSEE коммуны — 01325.

## География
Коммуна расположена приблизительно в 390 км к юго-востоку от Парижа, в 34 км северо-восточнее Лиона, в 30 км к югу от Бурк-ан-Бреса.
По территории коммуны протекает небольшая река Туазон (фр. Toison), приток реки Эн. На севере коммуны есть много озёр.

## Климат
Климат полуконтинентальный с холодной зимой и тёплым летом. Дожди бывают нечасто, в основном летом.

## Население
Население коммуны на 2010 год составляло 950 человек.
| 1962 | 1968 | 1975 | 1982 | 1990 | 1999 | 2010 |
| ---- | ---- | ---- | ---- | ---- | ---- | ---- |
| 224  | 205  | 286  | 553  | 743  | 839  | 950  |

## Администрация
| Период | Период | Фамилия             | Партия                             | Примечания |
| ------ | ------ | ------------------- | ---------------------------------- | ---------- |
| 1945   | 1971   | Клод Тьевон         | Радикально-социалистическая партия |            |
| 1971   | 1986   | Мишель Тимон        | Разные левые                       |            |
| 1986   | 1989   | Альбер Жакеме       |                                    |            |
| 1989   | 2004   | Элен Ландри         | Разные правые                      |            |
| 2004   | 2020   | Жан-Мари Кастеллани |                                    |            |

## Экономика
В 2010 году среди 638 человек трудоспособного возраста (15—64 лет) 489 были экономически активными, 149 — неактивными (показатель активности — 76,6 %, в 1999 году было 76,4 %). Из 489 активных жителей работали 456 человек (248 мужчин и 208 женщин), безработных было 33 (12 мужчин и 21 женщина). Среди 149 неактивных 39 человек были учениками или студентами, 66 — пенсионерами, 44 были неактивными по другим причинам.

## Достопримечательности
- Придорожный крест (XIV век). Исторический памятник с 1914 года.[4]
- Церковь Св. Павла (XII век).

## Фотогалерея

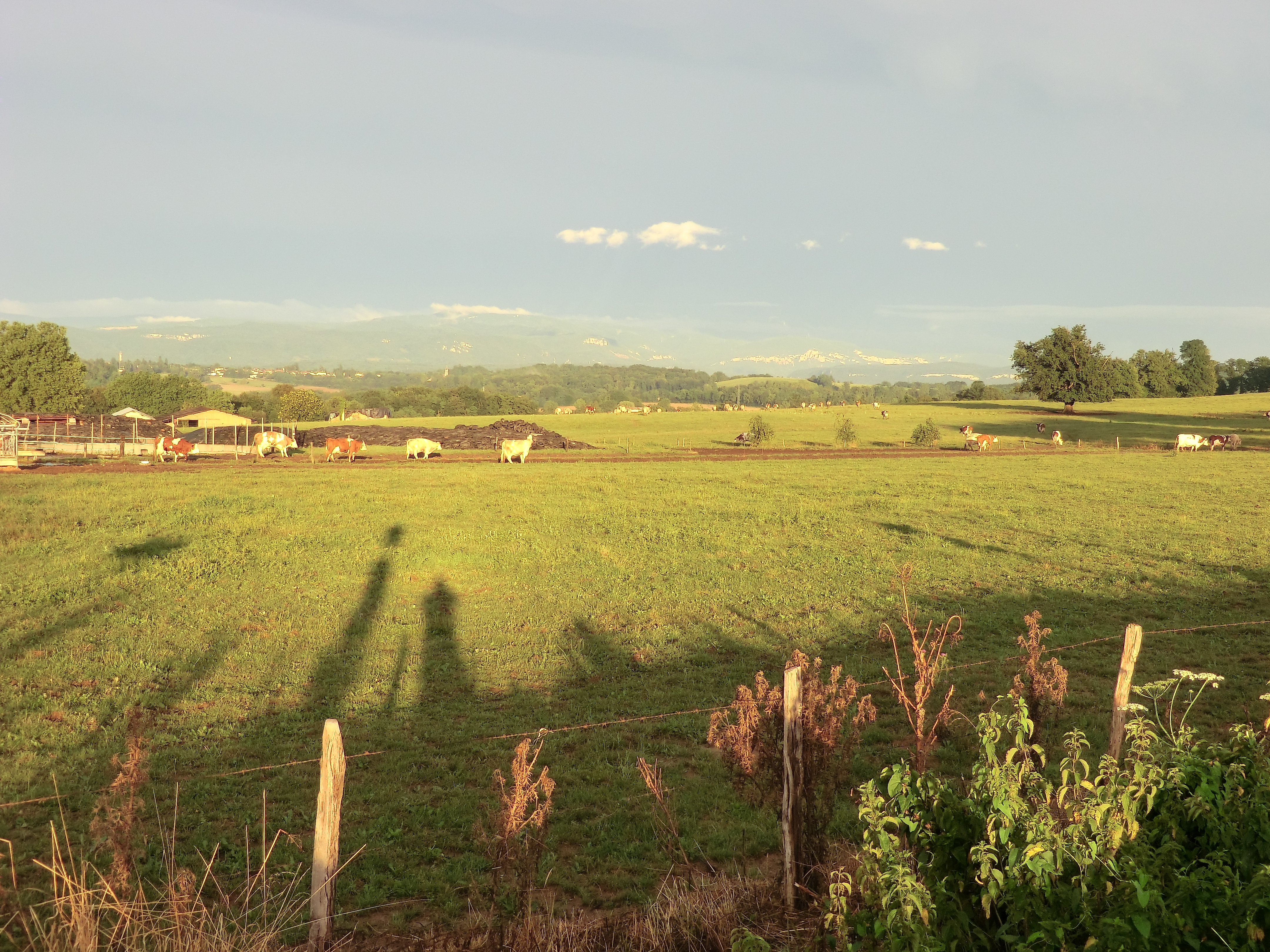
Риньё-ле-Фран
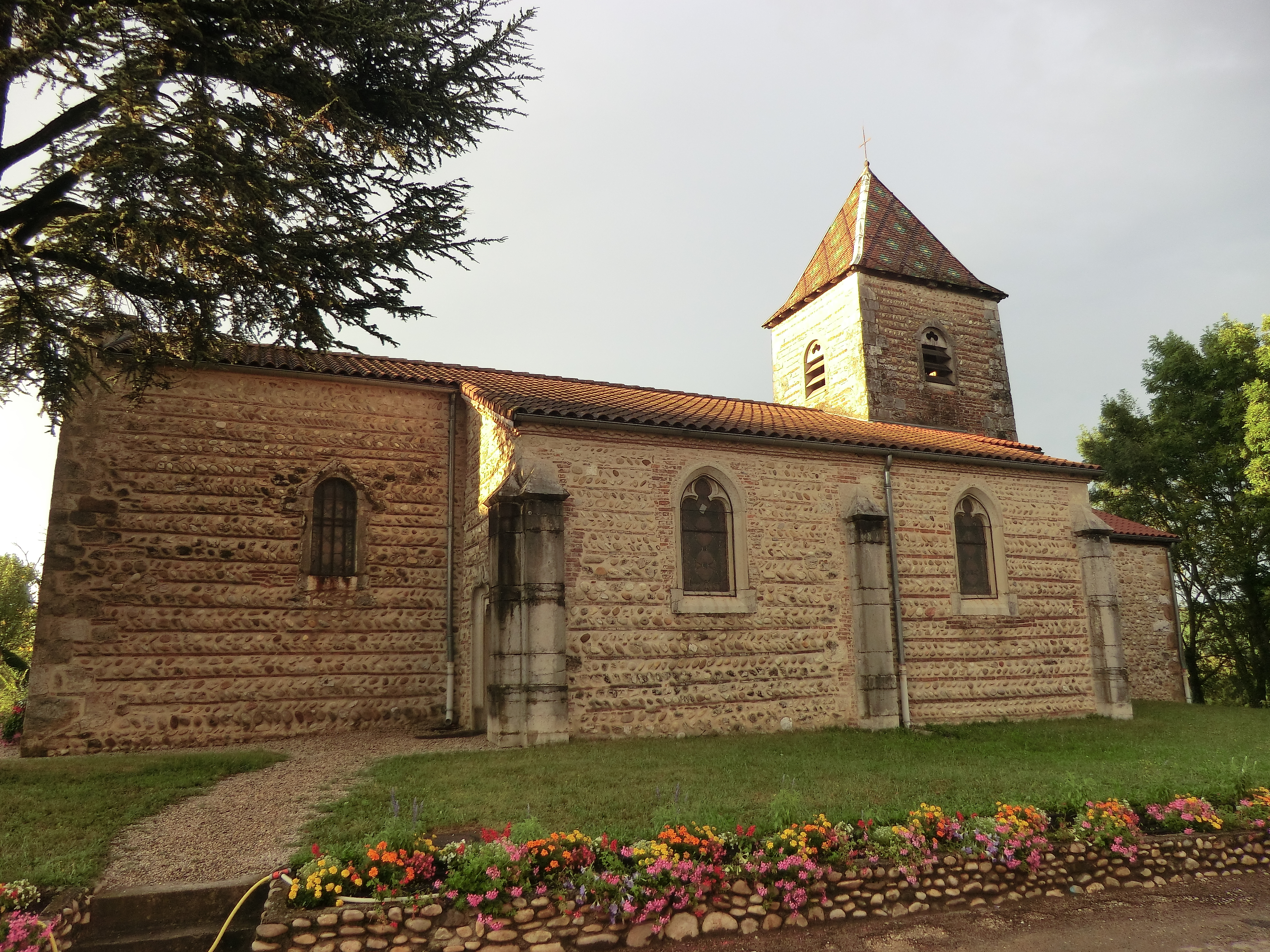
Церковь Св. Павла
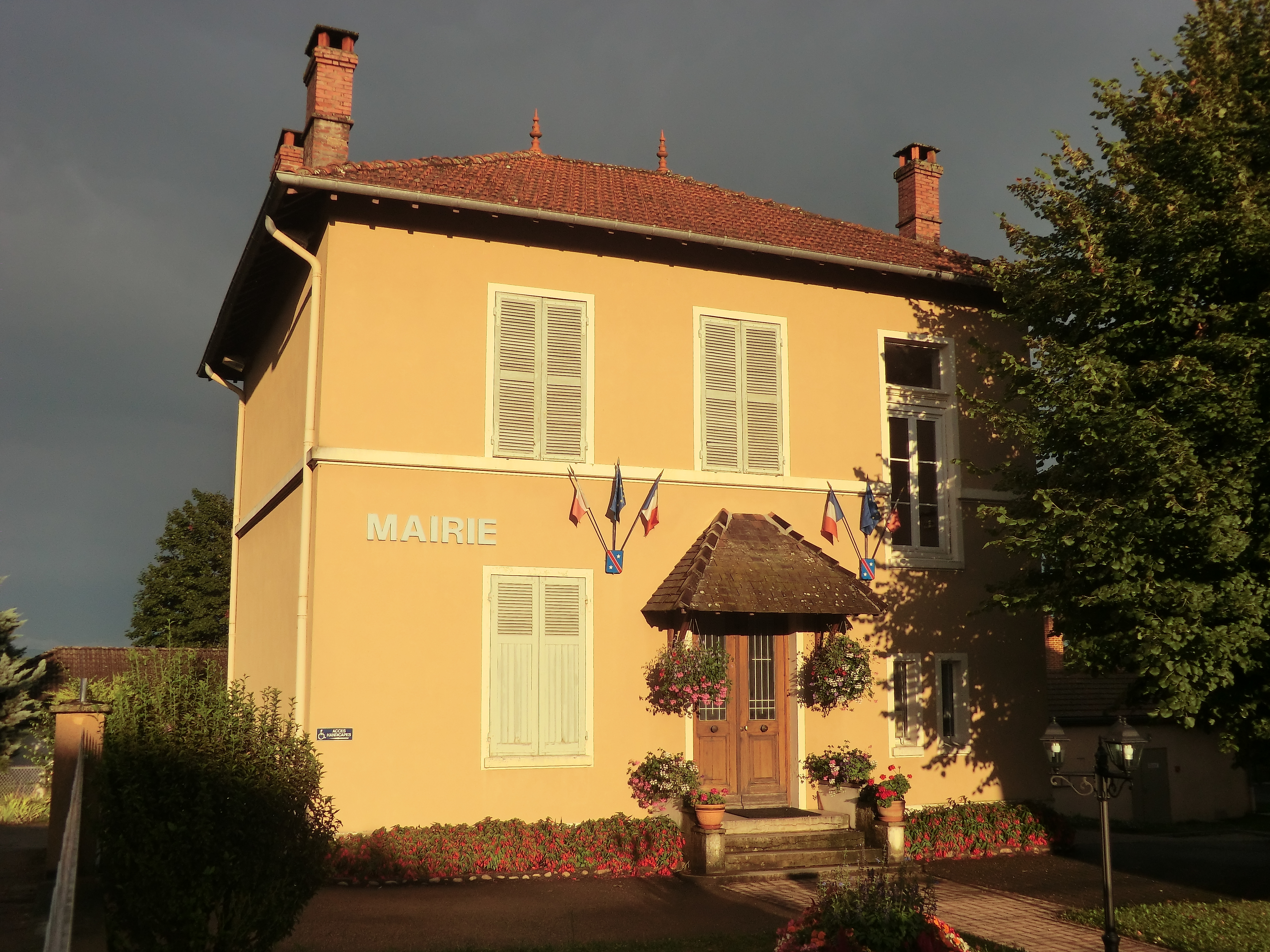
Мэрия
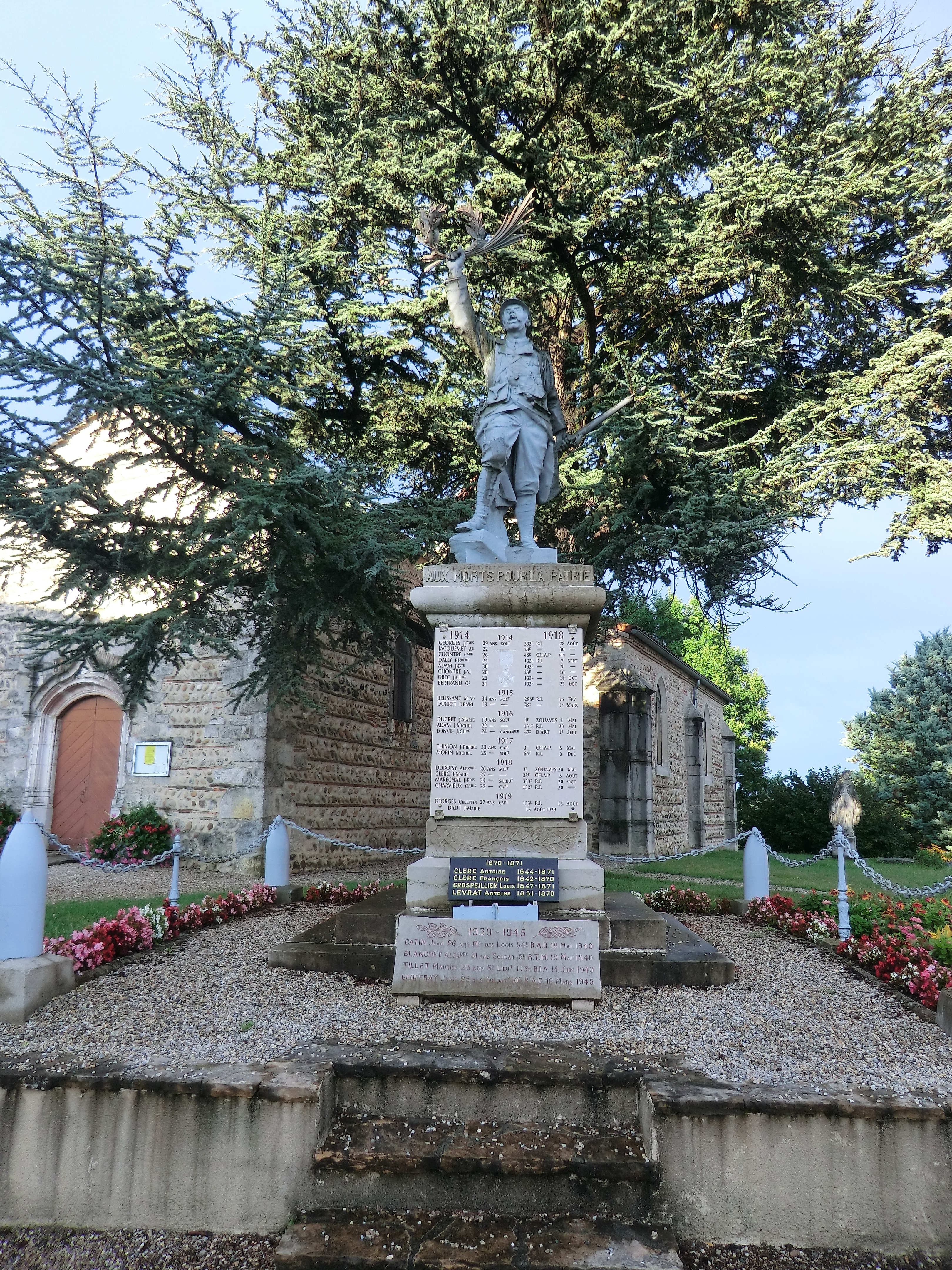
Военный мемориал
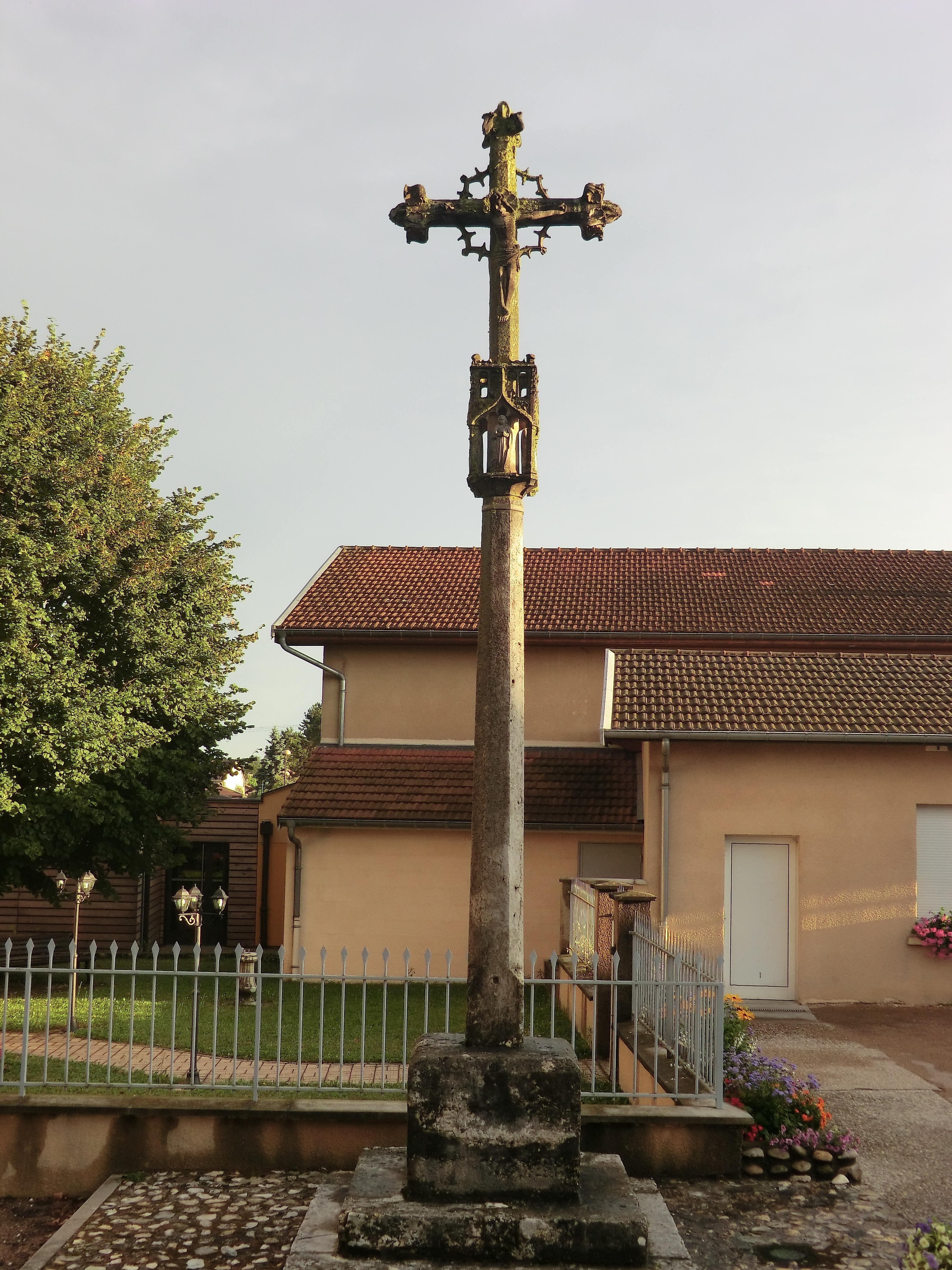
Придорожный крест
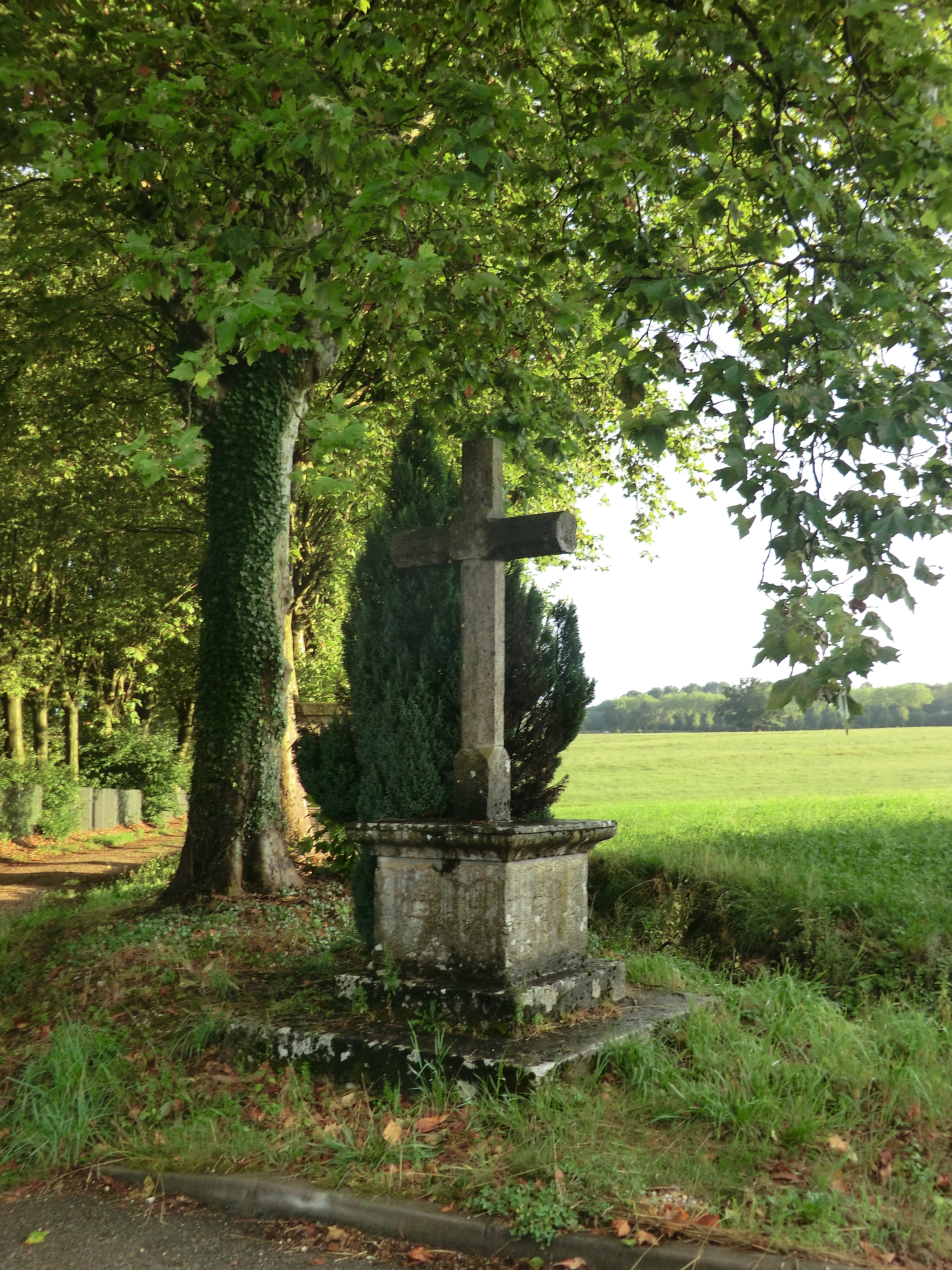
Крест на въезде в Риньё-ле-Фран